# Polythora
Polythora es un género de polillas de la familia Tortricidae.

## Especies
- Polythora viridescens (Meyrick, 1912)